# ان‌جی‌سی ۵۴۲۲
ان‌جی‌سی ۵۴۲۲ (انگلیسی: NGC 5422) یک کهکشان عدسی شکل است که در صورت فلکی دب اکبر واقع شده است. این کهکشان در ۱۴ آوریل ۱۷۸۹ توسط ستاره شناس ویلیام هرشل کشف شد.